# جان اندروز (بازیکن فوتبال، زاده ۱۹۵۰)
جان اندروز (انگلیسی: John Andrews؛ زادهٔ ۳ فوریهٔ ۱۹۵۰) بازیکن فوتبال اهل بریتانیا است.
از باشگاه‌هایی که در آن بازی کرده‌است می‌توان به باشگاه فوتبال یورک سیتی اشاره کرد.